# NGC 4174
NGC 4174 este o galaxie seyfert de tip 2⁠(d) situată în constelația Părul Berenicei. A fost descoperită în 11 aprilie 1785 de către William Herschel. Se află la o distanță de 58,4 de megaparseci de Pământ.